# S10-es személyvonat
Az S10-es személyvonat egy budapesti elővárosi vonat, ami 2013. december 15-e óta közlekedik ezen a néven Budapest és Győr, illetve Komárom között. Vonatszámuk négyszámjegyű, 49-cel kezdődik (a Komáromig közlekedőké 48-cal, míg néhány Tatabánya-Győr közötti betétjáraté 93-mal). A viszonylaton szinte kizárólag Stadler FLIRT motorvonatok közlekednek.

## Története
2013-ban elkezdték bevezetni a viszonylatjelzéseket a budapesti vasútvonalakon. Az augusztusi próbaüzemet követően december 15-től a Déli pályaudvarra érkező összes vonat S-, G- vagy Z- előtagot (Személy, Gyorsított, Zónázó) és kétjegyű számból álló utótagot kapott. Utóbbit a vasútvonal számozása alapján, így lett az 1-es számú vasútvonalon közlekedő Győr/Tatabánya és Budapest között közlekedő személyvonat S10-es jelzésű. Ezt a rendszert 2014-ben aztán az összes budapesti és néhány nem budapesti, de azzal logikailag összefüggő elővárosi vonatra is kiterjesztették.
Az S10-es menetrendjét 2016-ban némileg megváltoztatták, hogy az addig csak Tatabánya és Oroszlány közt közlekedő S12-es személyvonatot meghosszabbíthassák Budapest, Déli pályaudvarig. Az összehangolást követően az S10-es és az S12-es hétköznap 30 percenként váltja egymást a Tatabánya–Déli pályaudvar szakaszon, időnként – az 1-es számú vasútvonal felújítási munkálataival összefüggésben – vágányzári menetrend alkalmazásával.
A 2020-ban indult budapesti déli körvasút fejlesztésének részeként Kelenföld vasútállomás és Budaörs vasútállomás között egy harmadik vágányt is terveznek építeni, ami lehetővé tenné az S10-es mellett az S12-es személyvonatok sűrűbb közlekedését is. A tervek szerint ezek a "sűrítő" járatok a körvasúton tovább mennének Pestre, illetve tovább Pécel (80a vasútvonal), vagy Gyömrő (120a vasútvonal), vagy Kőbánya-Kispesten és a Budapest Liszt Ferenc nemzetközi repülőtéren át Monor (100 vasútvonal) felé is.

## Útvonala
A vonat jelenleg ütemes menetrend szerint (azaz minden óra ugyanazon percében) jár Budapest Déli pályaudvartól Győr vasútállomásig, kivéve két éjjeli járatot, amik csak Komárom vasútállomás és a Déli közt közlekednek.
| 0   | Budapest-Déli végállomás | 119 | 17, 56, 56A, 59, 59A, 59B, 61 21, 21A, 39, 102, 139, 140, 140A, 221 770 S12 , S30 , G30 , Z30 , S34 , S35 , S40 , G40 , Z40 , S42 , Z42 , IC, InterRégió, személyvonat, sebesvonat, |
| 8   | Budapest-Kelenföld       | 112 | 1, 19, 49 8E, 40, 40B, 40E, 53, 58, 87, 87A, 88, 88A, 101B, 101E, 108E, 141, 150, 150B, 153, 154, 172, 173, 187, 188, 188E, 250, 250B, 251, 251A, 251E, 272 689, 691, 710, 712, 715, 720, 722, 724, 725, 727, 731, 732, 734, 735, 736, 760, 762, 763, 764, 767, 770, 774, 775, 778, 779, 798, 799 G10 , S12 , S30 , G30 , Z30 , S34 , S35 , S36 , S40 , G40 , Z40 , S42 , Z42 , G43 , G44 , IC, EC, EN, InterRégió, személyvonat, sebesvonat, gyorsvonat, expresszvonat, |
| 13  | Budaörs                  | 100 | 287, 288 S12 |
| 17  | Törökbálint              | 95  | 88, 88A, 172, 173, 272 756 S12 |
| 22  | Biatorbágy               | 90  | 762, 778, 782 1253, 1254 G10 , S12 |
| 27  | Herceghalom              | 85  | 1251, 1253, 1254 G10 , S12 |
| 32  | Bicske alsó              | 80  | G10 , S12 |
| 35  | Bicske                   | 78  | 702, 760, 784, 8011, 8106, 8120, 8128, 8181, 8432, 8435, 8437 G10 , S12 , InterRégió |
| 39  | Szár                     | 72  | 8435 S12 |
| 43  | Szárliget                | 69  | 8435, 8436, 8437 S12 |
| 48  | Alsógalla                | 63  | 3A, 8, 8L, 8S, 9, 9D, 53B, 57, 59, 59I G10 , S12 |
| 54  | Tatabánya                | 60  | 1, 1D, 1G, 2, 5, 5P, 6, 9, 9D, 10, 11, 15, 16, 26, 26R, 50, 53I, 55, 57, 59B, 59I, 70 767, 770, 8354, 8400, 8401, 8402, 8403, 8406, 8410, 8411, 8423, 8432, 8435, 8436, 8437, 8441, 8442, 8460, 8462, 8464, 8471, 8479 1628, 1702, 1824, 1841, 1842, 1843, 1844, 1845, 1848, 1850, 1851, 1852 G10 , S12 , IC, InterRégió, EC, EN, gyorsvonat, |
| 57  | Vértesszőlős             | 56  | 8400, 8401, 8411, 8462, 8471, 8472 1841, 1850, 1852 |
| 60  | Tóvároskert              | 53  | 8716 G10 |
| 63  | Tata                     | 50  | 1, 2 8401, 8411, 8462, 8479, 8660, 8700, 8706 G10 , IC, InterRégió |
| 77  | Almásfüzitő              | 43  | 8462, 8479, 8543, 8653, 8656, 8659, 8660, 8661, 8741 1852 S74 |
| 82  | Almásfüzitő felső        | 32  | 8462, 8479, 8543, 8656, 8659, 8660, 8661 S74 |
| 85  | Szőny                    | 29  | 3, 23, 32 8462, 8479, 8543, 8656, 8659, 8660, 8661, 8687 S74 |
| 90  | Komárom végállomás       | 25  | 2, 2Y 8462, 8479, 8543, 8624, 8659, 8660, 8661, 8670, 8671, 8673, 8682, 8687, 8697, 8727, 8740 1824, 1852 G10 , S74 , S150 , IC, InterRégió |
| 96  | Ács                      | 19  | 8479, 8661, 8663, 8666, 8687 G10 |
| 102 | Nagyszentjános           | 13  | G10 |
| 108 | Győrszentiván            | 7   | G10 |
| 112 | Győr-Gyárváros           | 2   | 12, 12A, 30, 30A, 30B, 31, 31A 7008 G10 , InterRégió |
| 116 | Győr végállomás          | 0   | 1, 2, 5, 6, 7, 12, 15, 22, 22A, 22B, 30, 31, 32, 34, 38, CITY 7002, 7003, 7004, 7005, 7007, 7010, 7014, 7015, 7016, 7019, 7020, 7021, 7022, 7024, 7025, 7030, 7031, 7032, 7033, 7034, 7035, 7036, 7037, 7038, 7040, 7041, 7042, 7043, 7044, 7046, 7048, 7049, 7050, 7051, 7052, 7054, 7055, 7056, 7057, 7058, 7059, 7061, 7063, 7065, 7067, 7068, 7069, 7070, 7071, 7072, 7073, 7074, 7075, 7077, 7079, 7080, 7082, 7083, 7084, 7085, 7086, 7087, 7088, 7090, 7091, 7098, 7099, 7103, 7105, 7914 1507, 1563, 1592, 1623, 1639, 1663, 1702, 1706, 1707, 1708, 1710, 1711, 1712, 1713, 1715, 1728, 1794, 1822, 1826, 1850, 1852 G10 , IC, InterRégió, EC, EN, ER, személyvonat, gyorsvonat, |